# Przejście graniczne Szczawnica-Lesnica
Przejście graniczne Szczawnica-Lesnica – polsko-słowackie przejście graniczne na szlaku turystycznym, położone w województwie małopolskim, w powiecie nowotarskim, w gminie Szczawnica, w miejscowości Szczawnica, zlikwidowane w 2007.

## Opis
Przejście graniczne Szczawnica-Lesnica zostało utworzone 1 lipca 1999, w rejonie znaku granicznego nr II/94, z miejscem odprawy po stronie słowackiej w miejscowości Lesnica dla obywateli Polski i Słowacji oraz obywateli państw, z którymi obydwa państwa miały zniesiony obowiązek posiadania wiz. Czynne było w godz. 9.00–21.00 w okresie letnim (kwiecień–wrzesień) i w godz. 9.00–17.00 w okresie zimowym (październik–marzec). Dopuszczony był ruch pieszych, rowerzystów, narciarzy i osób korzystających z wózków inwalidzkich. Doraźnie kontrolę graniczną i celną wykonywały organy Straży Granicznej.
21 grudnia 2007 na mocy układu z Schengen przejście graniczne zostało zlikwidowane.
Do przekraczania granicy państwowej z Republiką Słowacką na szlakach turystycznych uprawnieni byli obywatele następujących państw:

1. Księstwo Andory
2. Republika Austrii
3. Królestwo Belgii
4. Republika Czeska
5. Republika Grecji
6. Królestwo Danii
7. Republika Estonii
8. Republika Finlandii
9. Republika Francuska
10. Królestwo Hiszpanii
11. Królestwo Niderlandów
12. Państwo Izrael
13. Japonia
14. Republika Irlandii
15. Republika Islandii
16. Kanada
17. Księstwo Liechtensteinu
18. Wielkie Księstwo Luksemburga
19. Republika Litewska
20. Republika Łotewska
21. Księstwo Monako
22. Republika Federalna Niemiec
23. Królestwo Norwegii
24. Republika Portugalska
25. San Marino
26. Republika Słowenii
27. Stany Zjednoczone Ameryki Północnej
28. Konfederacja Szwajcarska
29. Królestwo Szwecji
30. Republika Węgierska
31. Zjednoczone Królestwo Wielkiej Brytanii i Irlandii Północnej
32. Watykan
33. Republika Włoska
34. Republika Cypryjska[5]
35. Republika Malty[5].

### Przejście graniczne z Czechosłowacją
W II RP istniało polsko-czechosłowackie przejście graniczne Szczawnica Niżna-vrch, Kaca-Leśnice (miejsce przejściowe po drogach ulicznych). Określenie punktu przejściowego było według słupów granicznych, pozostawione odnośnym urzędom obu stron. Był to punkt przejściowy z prawem dokonywania odpraw mieszkańców pogranicza, bez towarów w czasie i na zasadach obowiązujących urzędy celne, ustawione przy drogach kołowych. Dopuszczony był mały ruch graniczny. Przekraczanie granicy odbywało się na podstawie przepustek: jednorazowych, stałych i gospodarczych.

Przejście graniczne Szczawnica Niżna-vrch, Kaca-Leśnice
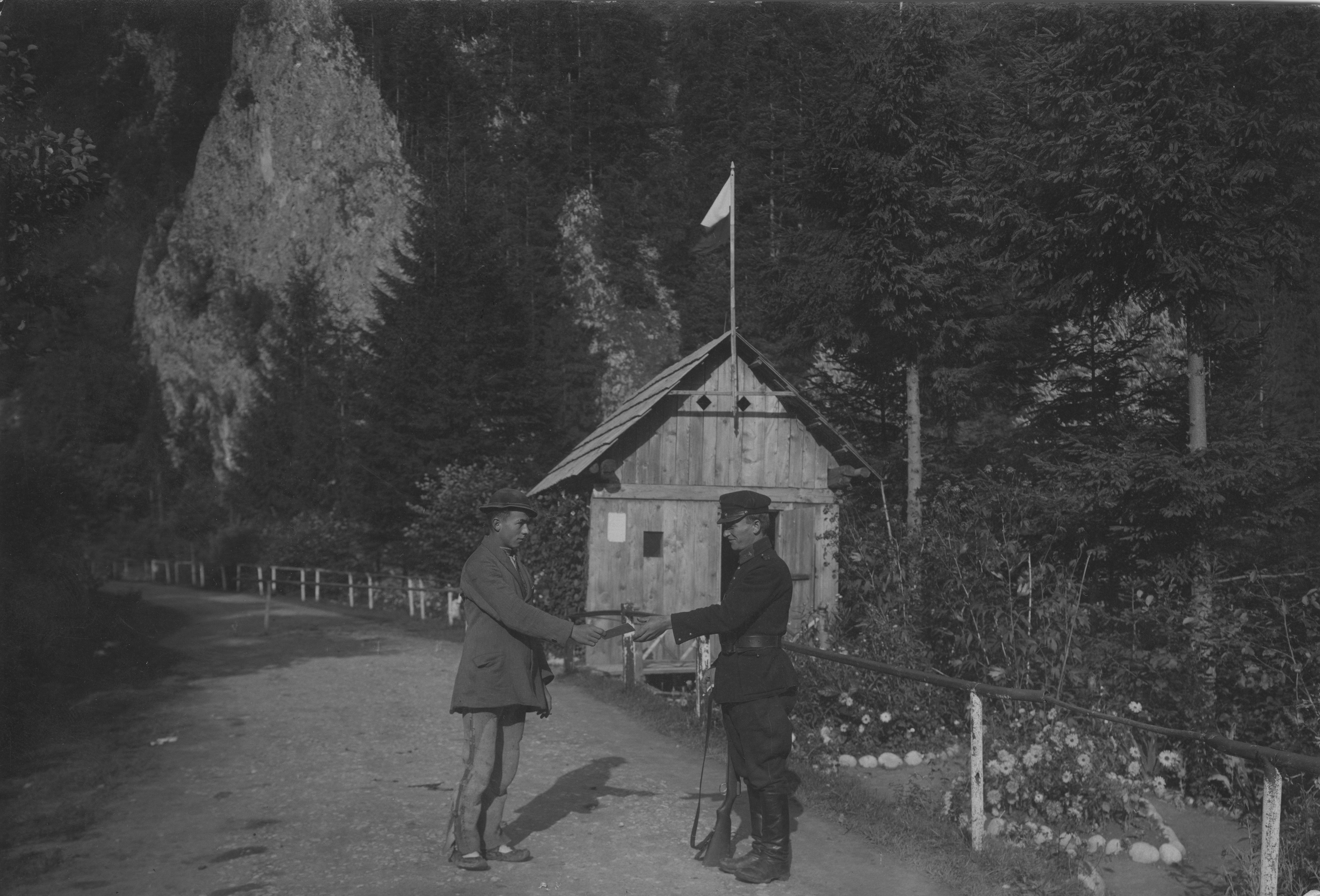
Miejsce przejściowe po drogach ulicznych, funkcjonariusz Straży Celnej kontroluje dokumenty na przejściu granicznym. W tle z lewej Skały Rygle Sokolicy (1927)
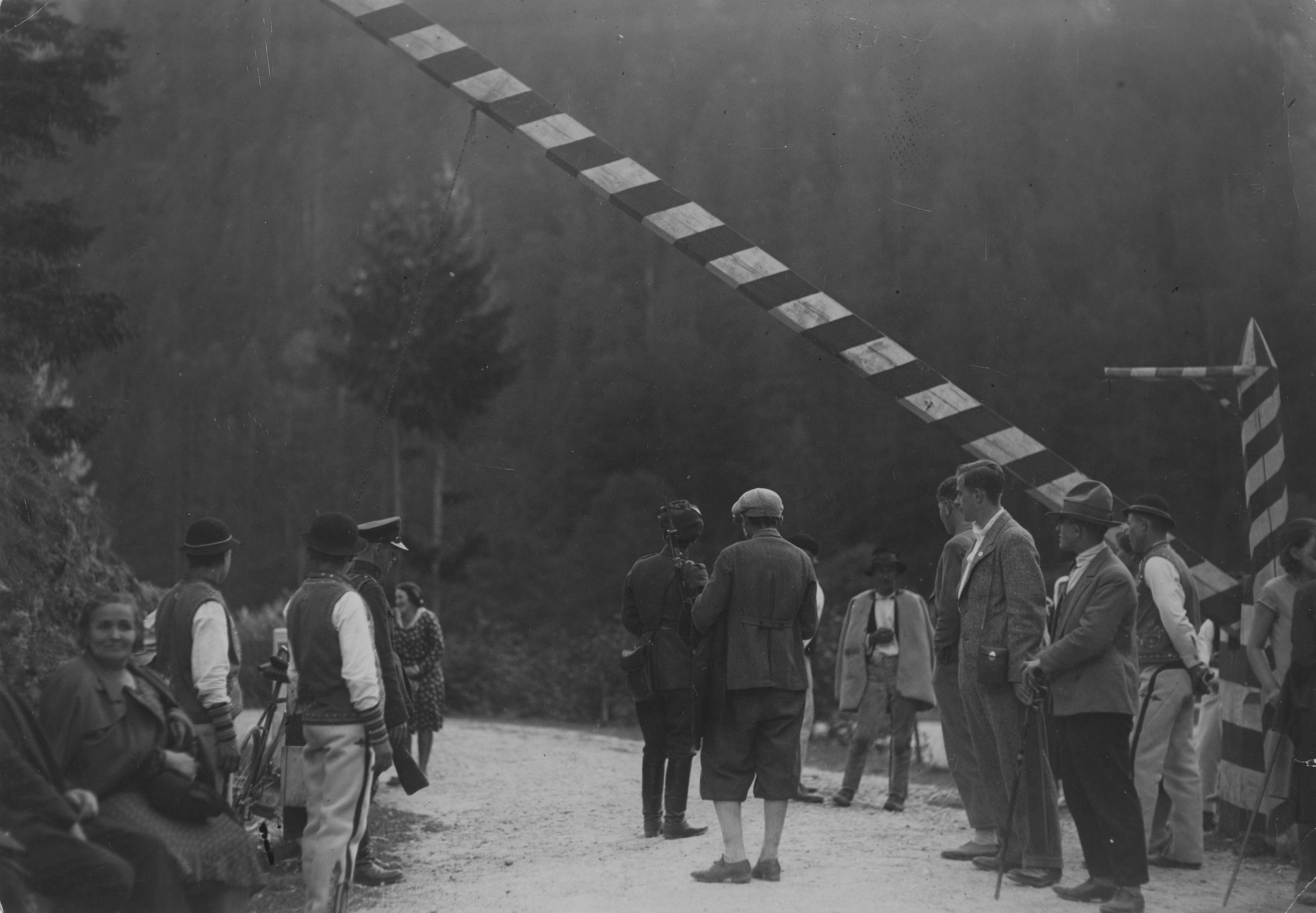
Miejsce przejściowe po drogach ulicznych, grupa osób, m.in. górale i funkcjonariusze Straży Granicznej, przy szlabanie granicznym. Z lewej widoczny rower(1930–1933)